# Conus lucaya
Espèce
Conus lucaya est une espèce de mollusques gastéropodes marins de la famille des Conidae.
Comme toutes les espèces du genre Conus, ces escargots sont prédateurs et venimeux. Ils sont capables de « piquer » les humains et doivent donc être manipulés avec précaution, voire pas du tout.

## Description
La taille de la coquille atteint une longueur de 28 mm.

## Distribution
Cette espèce marine est présente au large des Bahamas.

## Taxinomie

### Publication originale
L'espèce Conus lucaya a été décrite pour la première fois en 2000 par le malacologiste américain Edward James Petuch (d),.

### Synonymes
- Conus (Dauciconus) lucaya Petuch, 2000 · appellation alternative
- Conus (Purpuriconus) lucaya Petuch, 2000 · non accepté
- Purpuriconus lucaya (Petuch, 2000) · non accepté